# Gwladys Épangue
Gwladys Épangue (n. 15 august 1983, Clichy, Île-de-France, Franța) este o sportivă ce a reprezentat Franța, medaliată olimpică. A participat la 3 ediții ale Jocurilor Olimpice (2004, 2008, 2016) în care a câștigat o medalie de bronz.